# Giro di Padania 2011
Il Giro di Padania 2011, prima edizione della corsa, si è svolto in cinque tappe dal 6 al 10 settembre 2011 affrontando un percorso totale di 900 km. È stata vinta dall'italiano Ivan Basso con il tempo di 22h13'28".

## Resoconto
L'edizione inaugurale del "Padania" è stata segnata da pesanti contestazioni a sfondo politico. Esponenti del Partito Democratico, di Rifondazione Comunista, dell'Italia dei Valori, della Federazione della Sinistra e del Movimento 5 Stelle hanno osteggiato la manifestazione, (in un caso anche con spintoni nei confronti di un corridore, mentre in un altro caso è stato riferito di un pugno a un ciclista) con l'accusa che la corsa sarebbe stata un'iniziativa politica camuffata da evento sportivo. Esponenti della sinistra hanno preso di mira, in particolare, l'organizzazione curata dall'ASD Monviso-Venezia presieduta da Michelino Davico, senatore della Lega Nord.
La corsa è stata contestata sin dalla prima tappa, all'altezza di Mondovì, dove, secondo il racconto di Ivan Basso, i ciclisti sono stati spinti e fermati per una trentina di secondi tra urla e improperi. Il giorno seguente un gruppo di manifestanti ha cercato di bloccare il passaggio della carovana a Savona; i ciclisti sono stati costretti a deviare attraverso il centro storico, ma l'incontro è stato inevitabile e un ciclista è stato anche schiaffeggiato. L'episodio è stato discusso anche durante una seduta del Consiglio regionale della Liguria. Durante la terza tappa una persona è stata fermata e denunciata per oltraggio a pubblico ufficiale. Infine, prima della quinta e ultima tappa in Trentino, ad Anghebeni, frazione di Vallarsa nei pressi di Rovereto, sono state rinvenute sul manto stradale alcune centinaia di puntine da disegno rimosse successivamente dalle Forze dell'Ordine.

## Tappe
| Tappa  | Data         | Percorso                             | km  | Vincitore di tappa | Leader cl. generale |
| ------ | ------------ | ------------------------------------ | --- | ------------------ | ------------------- |
| 1ª     | 6 settembre  | Paesana > Laigueglia                 | 170 | Sacha Modolo       | Sacha Modolo        |
| 2ª     | 7 settembre  | Loano > Vigevano                     | 187 | Elia Viviani       | Elia Viviani        |
| 3ª     | 8 settembre  | Lonate Pozzolo > Salsomaggiore Terme | 198 | Sacha Modolo       | Sacha Modolo        |
| 4ª     | 9 settembre  | Noceto > San Valentino di Brentonico | 175 | Ivan Basso         | Ivan Basso          |
| 5ª     | 10 settembre | Rovereto > Montecchio Maggiore       | 170 | Andrea Guardini    | Ivan Basso          |
| Totale | Totale       | Totale                               | 900 |                    |                     |

## Squadre e corridori partecipanti
| N.      | Cod. | Squadra                      |
| ------- | ---- | ---------------------------- |
| 1-8     | LIQ  | Liquigas-Cannondale          |
| 11-18   | LAM  | Lampre-ISD                   |
| 21-28   | AST  | Pro Team Astana              |
| 31-38   | CJR  | Caja Rural                   |
| 41-48   | SAU  | Saur-Sojasun                 |
| 51-56   | AUS  | Nazionale dell'Australia     |
| 61-68   | SLO  | Nazionale della Slovenia     |
| 71-78   | POL  | Nazionale della Polonia      |
| 81-88   | UHC  | UnitedHealthcare Pro Cycling |
| 91-98   | AND  | Androni Giocattoli-C.I.P.I.  |
| 101-107 | LAN  | Landbouwkrediet              |
| 111-118 | ASA  | Acqua & Sapone-Caffè Mokambo |
| 121-128 | FAR  | Farnese Vini-Neri Sottoli    |

| N.      | Cod. | Squadra                       |
| ------- | ---- | ----------------------------- |
| 131-138 | DER  | De Rosa-Ceramica Flaminia     |
| 141-148 | COG  | Colnago-CSF Inox              |
| 151-158 | DAN  | D'Angelo & Antenucci-Nippo    |
| 161-168 | MIE  | Miche-Guerciotti              |
| 171-178 | VBG  | Team Vorarlberg               |
| 181-188 | TST  | Christina Watches-Onfone      |
| 191-198 | TIK  | Itera-Katusha                 |
| 201-208 | AMO  | Amore & Vita                  |
| 211-217 | WIT  | Wit Orologi-Ecologia Ambiente |
| 221-228 | MKT  | Meridiana-Kamen Team          |
| 231-238 | OHT  | Ora Hotels-Carrera            |
| 241-248 | LPM  | Vélo Club La Pomme Marseille  |

## Dettagli delle tappe

### 1ª tappa
- 6 settembre: Paesana > Laigueglia – 170 km

Risultati
| Pos. | Corridore       | Squadra     | Tempo    |
| ---- | --------------- | ----------- | -------- |
| 1    | Sacha Modolo    | Colnago-CSF | 4h19'55" |
| 2    | Elia Viviani    | Liquigas    | s.t.     |
| 3    | Manuel Belletti | Colnago-CSF | s.t.     |

| Pos. | Corridore       | Squadra     | Tempo    |
| ---- | --------------- | ----------- | -------- |
| 1    | Sacha Modolo    | Colnago-CSF | 4h19'45" |
| 2    | Elia Viviani    | Liquigas    | a 4"     |
| 3    | Manuel Belletti | Colnago-CSF | a 6"     |

### 2ª tappa
- 7 settembre: Loano > Vigevano – 187 km

Risultati
| Pos. | Corridore         | Squadra      | Tempo    |
| ---- | ----------------- | ------------ | -------- |
| 1    | Elia Viviani      | Liquigas     | 4h23'43" |
| 2    | Sacha Modolo      | Colnago-CSF  | s.t.     |
| 3    | Danilo Napolitano | Acqua & Sap. | s.t.     |

| Pos. | Corridore    | Squadra     | Tempo    |
| ---- | ------------ | ----------- | -------- |
| 1    | Elia Viviani | Liquigas    | 8h43'22" |
| 2    | Sacha Modolo | Colnago-CSF | s.t.     |
| 3    | Luka Mezgec  | Slovenia    | a 16"    |

### 3ª tappa
- 8 settembre: Lonate Pozzolo > Salsomaggiore Terme – 198 km

Risultati
| Pos. | Corridore         | Squadra      | Tempo    |
| ---- | ----------------- | ------------ | -------- |
| 1    | Sacha Modolo      | Colnago-CSF  | 4h52'42" |
| 2    | Elia Viviani      | Liquigas     | s.t.     |
| 3    | Danilo Napolitano | Acqua & Sap. | s.t.     |

| Pos. | Corridore       | Squadra     | Tempo     |
| ---- | --------------- | ----------- | --------- |
| 1    | Sacha Modolo    | Colnago-CSF | 13h35'54" |
| 2    | Elia Viviani    | Liquigas    | a 4"      |
| 3    | Manuel Belletti | Colnago-CSF | a 22"     |

### 4ª tappa
- 9 settembre: Noceto > San Valentino di Brentonico – 175 km

Risultati
| Pos. | Corridore             | Squadra      | Tempo    |
| ---- | --------------------- | ------------ | -------- |
| 1    | Ivan Basso            | Liquigas     | 4h36'38" |
| 2    | Giovanni Visconti     | Farnese Vini | a 48"    |
| 3    | Francesco Masciarelli | Astana       | a 1'02"  |

| Pos. | Corridore             | Squadra      | Tempo     |
| ---- | --------------------- | ------------ | --------- |
| 1    | Ivan Basso            | Liquigas     | 18h12'48" |
| 2    | Giovanni Visconti     | Farnese Vini | a 52"     |
| 3    | Francesco Masciarelli | Astana       | a 1'08"   |

### 5ª tappa
- 10 settembre: Rovereto > Montecchio Maggiore – 170 km

Risultati
| Pos. | Corridore         | Squadra      | Tempo    |
| ---- | ----------------- | ------------ | -------- |
| 1    | Andrea Guardini   | Farnese Vini | 4h00'40" |
| 2    | Elia Viviani      | Liquigas     | s.t.     |
| 3    | Danilo Napolitano | Acqua & Sap. | s.t.     |

| Pos. | Corridore             | Squadra      | Tempo     |
| ---- | --------------------- | ------------ | --------- |
| 1    | Ivan Basso            | Liquigas     | 22h13'28" |
| 2    | Giovanni Visconti     | Farnese Vini | a 52"     |
| 3    | Francesco Masciarelli | Astana       | a 1'08"   |

## Evoluzione delle classifiche
| Tappa              | Vincitore          | Classifica generale Maglia verde | Classifica a punti Maglia ciclamino | Classifica scalatori Maglia azzurra | Classifica sprint Maglia blu | Classifica giovani Maglia bianca | Classifica a squadre        |
| ------------------ | ------------------ | -------------------------------- | ----------------------------------- | ----------------------------------- | ---------------------------- | -------------------------------- | --------------------------- |
| 1ª                 | Sacha Modolo       | Sacha Modolo                     | Sacha Modolo                        | Simone Campagnaro                   | Paweł Bernas                 | Sacha Modolo                     | Landbouwkrediet             |
| 2ª                 | Elia Viviani       | Elia Viviani                     | Sacha Modolo                        | Simone Campagnaro                   | Paweł Bernas                 | Elia Viviani                     | Liquigas-Cannondale         |
| 3ª                 | Sacha Modolo       | Sacha Modolo                     | Sacha Modolo                        | Simone Campagnaro                   | Paweł Bernas                 | Sacha Modolo                     | Landbouwkrediet             |
| 4ª                 | Ivan Basso         | Ivan Basso                       | Elia Viviani                        | Simone Campagnaro                   | Paweł Bernas                 | Francesco Masciarelli            | Androni Giocattoli-C.I.P.I. |
| 5ª                 | Andrea Guardini    | Ivan Basso                       | Elia Viviani                        | Simone Campagnaro                   | Elia Viviani                 | Francesco Masciarelli            | Androni Giocattoli-C.I.P.I. |
| Classifiche finali | Classifiche finali | Ivan Basso                       | Elia Viviani                        | Simone Campagnaro                   | Elia Viviani                 | Francesco Masciarelli            | Androni Giocattoli-C.I.P.I. |

## Classifiche finali

### Classifica generale - Maglia verde
| Pos. | Corridore             | Squadra         | Tempo     |
| ---- | --------------------- | --------------- | --------- |
| 1    | Ivan Basso            | Liquigas        | 22h13'28" |
| 2    | Giovanni Visconti     | Farnese Vini    | a 52"     |
| 3    | Francesco Masciarelli | Astana          | a 1'08"   |
| 4    | Fortunato Baliani     | D'Angelo & Ant. | a 1'17"   |
| 5    | Davide Rebellin       | Miche           | a 1'24"   |
| 6    | Emanuele Sella        | Androni Gioc.   | a 1'32"   |
| 7    | Simone Stortoni       | Colnago-CSF     | a 2'34"   |
| 8    | Domenico Pozzovivo    | Colnago-CSF     | a 2'53"   |
| 9    | Marek Rutkiewicz      | Polonia         | a 2'57"   |
| 10   | Riccardo Chiarini     | Androni Gioc.   | a 3'08"   |

### Classifica a punti - Maglia ciclamino
| Pos. | Corridore         | Squadra      | Punti |
| ---- | ----------------- | ------------ | ----- |
| 1    | Elia Viviani      | Liquigas     | 44    |
| 2    | Sacha Modolo      | Colnago-CSF  | 33    |
| 3    | Danilo Napolitano | Acqua & Sap. | 18    |
| 4    | Giovanni Visconti | Farnese Vini | 14    |
| 5    | Ivan Basso        | Liquigas     | 12    |

### Classifica scalatori - Maglia azzurra
| Pos. | Corridore          | Squadra         | Punti |
| ---- | ------------------ | --------------- | ----- |
| 1    | Simone Campagnaro  | D'Angelo & Ant. | 14    |
| 2    | Federico Rocchetti | De Rosa         | 8     |
| 3    | Ivan Basso         | Liquigas        | 6     |
| 4    | Robert Vrečer      | Slovenia        | 6     |
| 5    | Philipp Mamos      | Amore & Vita    | 6     |

### Classifica Traguardi Volanti - Maglia blu
| Pos. | Corridore            | Squadra        | Punti |
| ---- | -------------------- | -------------- | ----- |
| 1    | Elia Viviani         | Liquigas       | 5     |
| 2    | Paweł Bernas         | Polonia        | 4     |
| 3    | Kamil Gradek         | Polonia        | 4     |
| 4    | Davide Orrico        | UnitedHealthc. | 4     |
| 5    | Alessandro Bertolini | Androni Gioc.  | 4     |

### Classifica giovani - Maglia bianca
| Pos. | Corridore             | Squadra      | Tempo     |
| ---- | --------------------- | ------------ | --------- |
| 1    | Francesco Masciarelli | Astana       | 22h14'36" |
| 2    | Lachlan Norris        | Australia    | a 3'14"   |
| 3    | Diego Ulissi          | Lampre-ISD   | a 3'49"   |
| 4    | Jérôme Coppel         | Saur-Sojasun | a 4'16"   |
| 5    | Jan Polanc            | Slovenia     | a 4'59"   |

### Classifica a squadre
| Pos. | Squadra                     | Tempo     |
| ---- | --------------------------- | --------- |
| 1    | Androni Giocattoli-C.I.P.I. | 66h51'29" |
| 2    | Colnago-CSF Inox            | a 3'57"   |
| 3    | Slovenia                    | a 6'05"   |
| 4    | D'Angelo & Antenucci-Nippo  | a 8'44"   |
| 5    | Miche-Guerciotti            | a 9'00"   |